# 라파엘레 리아리오

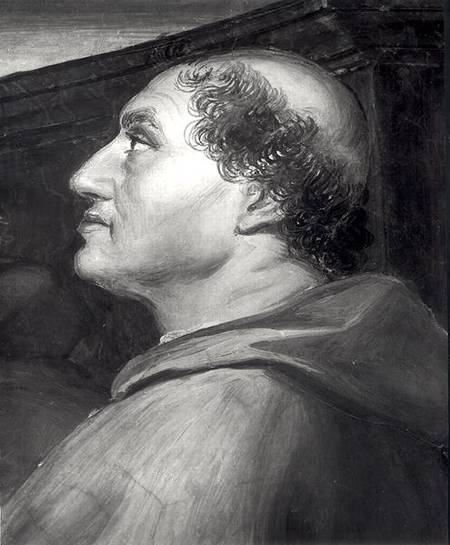
라파엘레 리아리오; 라파엘로 작의 볼세나에서의 미사 (1512–14), 사도 궁전의 라파엘로의 방

라파엘레 산소니 갈레오티 리아리오(Raffaele Sansoni Galeoti Riario, 1461년 5월 3일 – 1521년 7월 9일)는 칸첼레리아 궁전 건설자이자 로마로 미켈란젤로를 초청한 것으로 잘 알려진 이탈리아 출신의 추기경이다. 그는 예술 후원가였다. 그는 또한 성좌 역사상 최초로 청소년 시기에 추기경단에 들어간 인물이다.

## 생애

#### 어린 시절
사보나에서 가난하게 태어난 리아리오는 안토니오 산소니(Antonio Sansoni)와 훗날 1471년 교황 식스토 4세가 되는 프란체스코 델라 로베레의 질녀 비올란테 리아리오(Violante Riario)의 아들로 태어났다.
교황 식스토 4세는 다른 교황들과 마찬가지로 자신의 가문의 번영을 위해 친족중용, 족벌주의 정책을 강하게 펼쳤다. 교황 식스토 4세의 종손(형제의 자녀가 낳은 후손,질녀의 아들)였기에 그는 1477년 12월 10일에 산 조르조 인 벨라브로 교회의 추기경이 되었고 몇몇 교구들(쿠엔카 교구, 피사 교구, 살라망카 교구, 트레기에 교구, 오스마 교구)의 관리자로 임명되기도 했다. 이 교구들은 그에게 좋은 수입을 가져다 주었으며, 대리인으로 임명되었다는 것을 제외하면 책무도 없었다. 그는 16세의 나이로 피사 대학교의 교회법 수강생이기도 했다.

#### 파치 음모 사건 연루
1478년 17살이 되던 해 봄에 로마로 돌아가던 중 리아리오는 체포되었다. 메디치 가문을 피렌체에서 몰아내고 정권을 탈취하기 위해 벌어진 파치 음모사건의 주요 연루자로 지목되었기 때문이다. 그는 암살 계획에 대해 알지 못했고 공모하지도 않았으며 단지 삼촌 프렌체스코 살비아티의 심부름을 했을 뿐이었다. 그가 한 심부름은 피렌체 대성당에서 진행되는 일요일 미사에 로렌초와 줄리아노 형제를 초대한다는 초대장을 전달하는 것이었다. 그의 결백에도 불구하고 그가 음모자들과 친척(어머니의 형제인 지롤라모 리아리오와 사건의 중심 인물인 프란체스코 살비아티)이었기에 피렌체 정부 당국에 체포되었다. 몇 주 후에 파치 음모사건의 피해 당사자인 로렌초 데 메디치의 중재로 석방되었다.
1478년 6월 22일 시에나에서 그는 교황에게 공식적인 추기경 직위를 부여받았고 4일 뒤 그는 페루자에 교황 특사로 보내졌다.
1480년까지 라파엘레는 사제가 아니었고 산 로렌초 인 다마소 교회의 자격만을 가졌다.

## 교황궁에서의 리아리오
1484년, 리아리오는 오르시니가 인물을 살해하여 교황 식스토 4세에게 처형당하는 그의 친구 로렌초 오도네 콜론나의 목숨을 살려보기 위해서 오르시니 가와 콜론나 가 사이 전쟁 발발을 주선했었다. 1488년 교황 인노첸시오 8세는 라파엘레 리아리오를 당시 성좌를 상대로 반란을 일으킨 이몰라와 포를리의 책임자이던 리아리오 추기경의 외삼촌 지롤라모 리아리오에게 교황 특사로 보냈다. 한편 리아리오 추기경은 산 로렌초 인 다마소 교회 옆에 그의 궁정 건설 의뢰를 이미 했었다(1486년).
인노첸시오 8세의 악명높은 아들인 프란체스케토 키보가 라파엘레의 거처에서 열린 카드 게임에서 15,000 두캇을 잃었다고 전해진다. 교황이 추기경에게 그 돈을 돌려달라고 요청하자, 유감스럽다고 말하며, 이미 그 돈을 그의 궁정을 짓는 데 사용했다고 하였다.
교황 궁무처장으로서, 리아리오는 교황 인노첸시오 8세 사후 로마의 질서를 세운 것에 대한 칭찬을 받았다. 그는 1492년 콘클라베에서 교황 후보였으나 그의 젊은 나이 때문에 처음 투표에서 제외되었다. 그는 결국에는 로드리고 보르자(교황 알렉산데르 6세)에게 투표했으며, 그의 지지에 대한 보상으로 수익성이 좋은 카르타헤나 주교직을 받았다.
알렉산데르 6세 재임 시기(1492–1503), 리아리노는 외교관이자 교황의 고문으로서 우수한 결과물을 얻어냈다. 1493년, 그는 지롤라모 리아리오의 미망인 카테리나 스포르차에게 포를리와 이몰라를 통해 프랑스군이 통과하는 걸 허락하는 것을 막기 위해 교황 특사로 보내졌다. 교황 율리오 2세(1503–1513)는 리아리오의 친척이었지만 항상 그의 동맹을 아니었음에도, 그를 오스티아 주교직으로 올려주었는데, 이는 교황령 최초의 성직자 정치로 본다.

## 교황 독살 미수 사건
1517년 6월, 페트루치 추기경과 그외 다른 이들은 교황 레오 10세(조반니 데 메디치)를 상대로 음모를 꾸몄다. 리아리오 추기경은 이 음모에 가담하는 걸 거부했으나 교황을 살해하려는 페트루치의 의도를 알고 있었고 이를 막는데 아무런 조치를 하지 않았다. 레오 10세는 이 음모를 알게 되었고, 가담자들을 체포하고 처형 명령을 내렸다. 레오 10세는 그가 1478년에 있었던 파치 음모사건에 연관되어 있었다는 것을 잊지 않고 있었다. 그런 메디치 출신의 교황에게 산 로렌초 인 다마소 교회 옆에 있는 그의 궁정을 넘겨주고 그의 목숨을 보장받을 수 있었다. 레오 10세는 그 궁정을 교황령의 차관이었던 그의 사촌 줄리오 데 메디치에게 넘겨주었고, 줄리오는 그곳을 교황청 상서원으로 삼았다. 추가로 리아리오의 궁정은 이후 칸첼레리아 궁전로 알려졌다.
리아리오는 60세의 나이로 나폴리에서 사망했다. 그의 무덤은 십이사도 교회에 있다.

## 예술 후원가이자 명성
미술과 특히 조각의 열성자로 알려진 리아리오 추기경의 예술적 안목은 로마의 전성기 르네상스 도달로 나타났다. 피렌체 건축 양식에서 영향을 받은 그의 거대한 주거지는 교황 율리오 2세 시기 성도에서 유행을 차지한 새로운 기념물 양식의 첫 건축물이었다. 리아리오는 또한 젊은 미켈란젤로의 재능을 알아보고 후원해주기도 했다. 1496년 잠자는 에로스상이 고대 조각상이라고 그에게 판매됐는데: 심미학을 지닌 리아리오가 이것이 가짜임을 알아차렸지만, 조각상의 뛰어남에 매료되어 그 제작자를 로마로 초대하며, 미켈란젤로는 그곳에서 그의 생애 주요 세 작품을 맡게 된다.
라파엘레 리아리오는 종교적인 문제에는 무관심하고, 성직자라기보다는 정치인, 신학자라기보다는 메세나스같이 그의 시대에 전형적인 고위 성직자로 여겨진다.

## 참고 서적
- Michael Schaich: Riario-Sansoni, Raffaelo. In: Biographisch-Bibliographisches Kirchenlexikon (BBKL). Band 8, Herzberg 1994, ISBN 3-88309-053-0, Sp. 162–166.